# 兰韦尔
兰韦尔（德語：Landwehr，發音：[ˈlantˌveːɐ] ⓘ）是德国下萨克森州希尔德斯海姆县曾经的一个市镇，面积12.97平方千米，2014年1月2日人口为552人。2016年11月1日，兰韦尔与另外2个市镇并入市镇莱讷河畔弗雷登。